# Paepalanthus cachambuensis
Paepalanthus cachambuensis är en gräsväxtart som beskrevs av Silveira. Paepalanthus cachambuensis ingår i släktet Paepalanthus och familjen Eriocaulaceae. Inga underarter finns listade i Catalogue of Life.